# 6. Jahrhundert v. Chr.
Portal Geschichte | Portal Biografien | Aktuelle Ereignisse | Jahreskalender | Tagesartikel

◄ |
2. Jt. v. Chr. |
1. Jahrtausend v. Chr. |  

◄ |
8. Jh. v. Chr. |
7. Jh. v. Chr. |
6. Jahrhundert v. Chr. |
5. Jh. v. Chr. |
4. Jh. v. Chr. |
►
Das 6. Jahrhundert v. Chr. begann am 1. Januar 600 v. Chr. und endete am 31. Dezember 501 v. Chr.

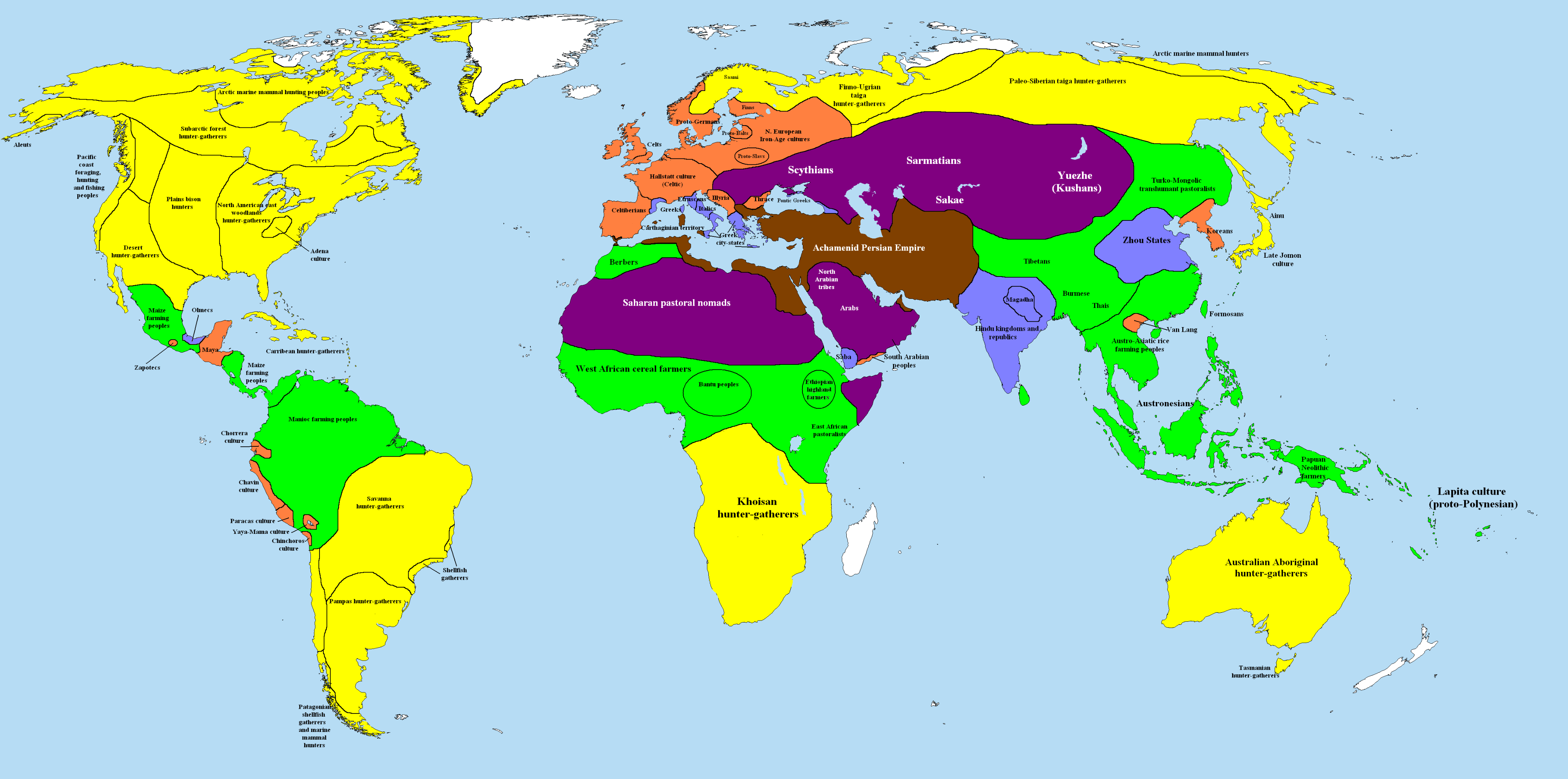
Weltkarte im 5. Jahrhundert v. Ch.
Jäger und Sammler
Nomaden
einfacher Ackerbau
komplexere Ackerbaugesellschaften
staatsähnliche Gesellschaften
unbewohnt
Reiche

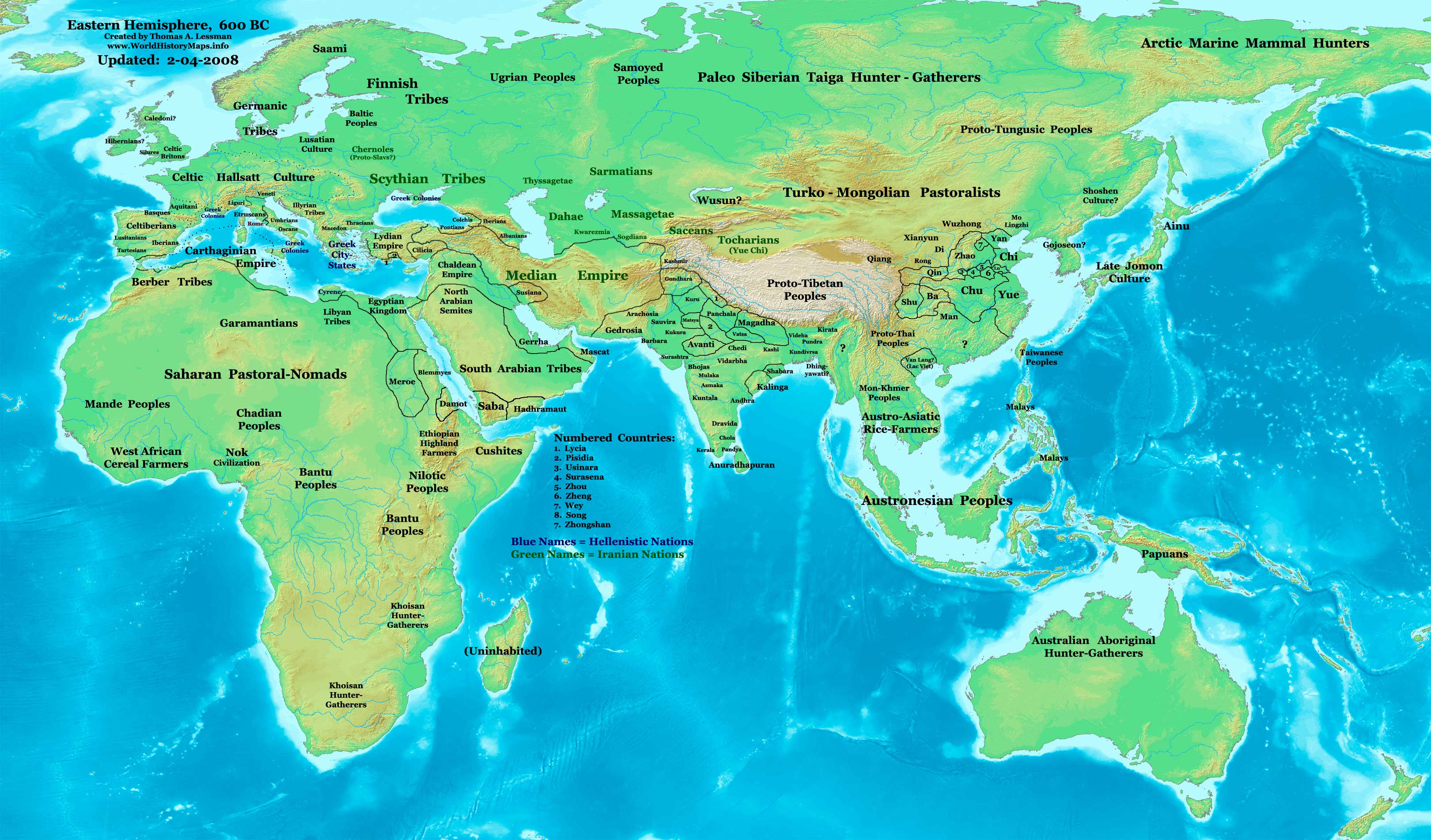
Die östliche Hemisphäre zu Beginn des 6. Jahrhunderts v. Chr.

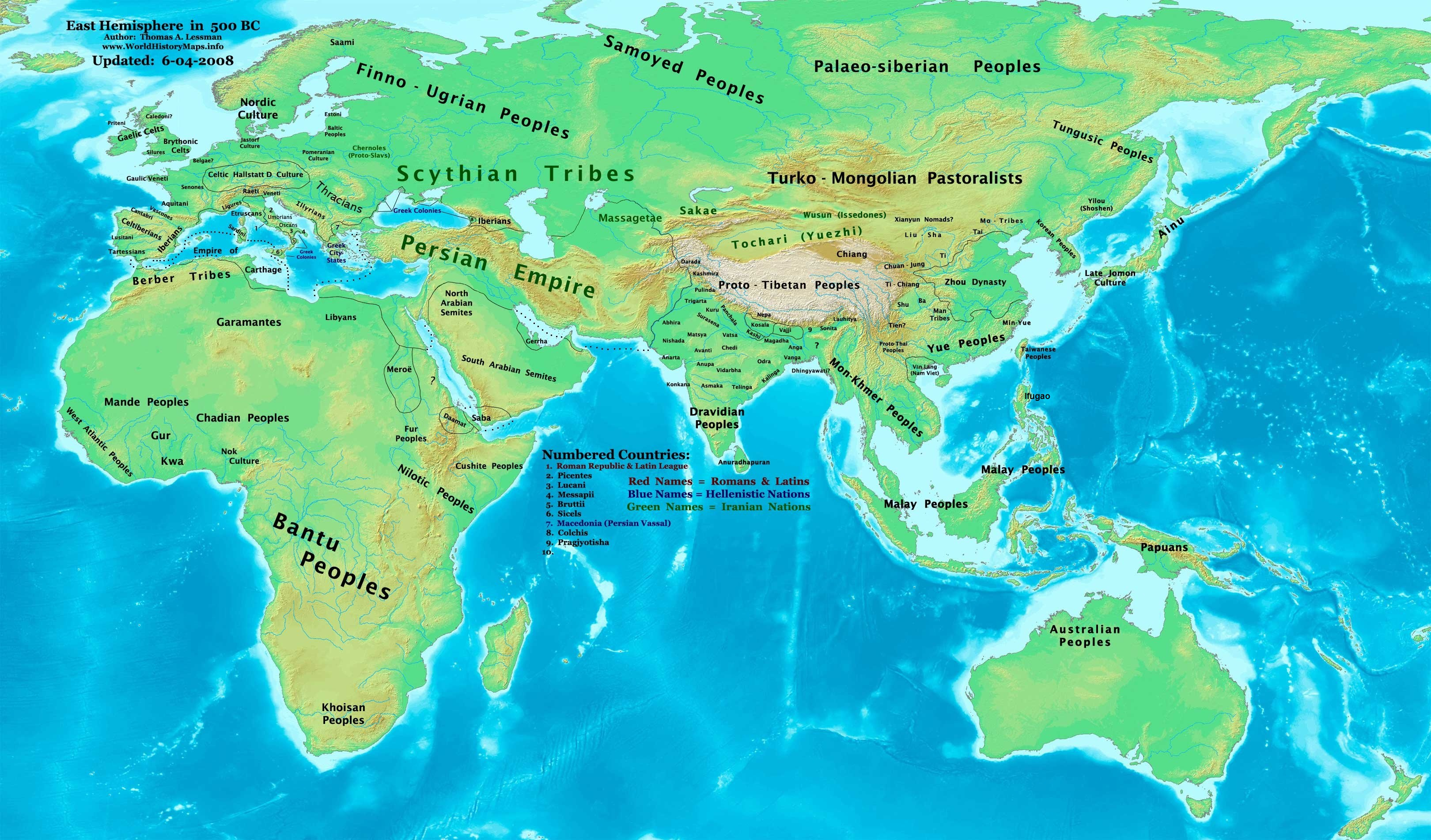
Die östliche Hemisphäre zu Ende des 6. Jahrhunderts v. Chr.

## Zeitalter/Epoche
Beinahe gleichzeitig entstehen einige der bedeutendsten Weltreligionen und Philosophien: Buddha in Indien/Nepal, Konfuzius in China und Pythagoras in Griechenland sind Zeitgenossen, vermutlich auch Laozi in China und möglicherweise sogar Zarathustra in Persien. Das Orakel von Delphi des Apollon profiliert sich als bedeutendste Weissagungsstätte. Höhepunkt der von Karl Jaspers so genannten Achsenzeit.
In weiten Teilen Europas herrscht die keltische Hallstattkultur (8.–6. Jahrhundert v. Chr.). Die Ausstattung der Fürstengräber und -sitze dieser Zeit belegen weitreichende Handelsbeziehungen.
Die Kultur der Etrusker erlebt in der Toskana ihren Höhepunkt.
Kyros II. begründet das persische Großreich, das von seinen Nachfolgern Kambyses II. und Dareios I. ausgebaut wird.
In China herrscht die Zhou-Dynastie (1066–256 v. Chr.) in der kulturgeschichtlich wichtigen Zeit der Frühlings- und Herbstannalen.

## Ereignisse/Entwicklungen

### Griechenland
- 600–592 v. Chr.: Erster Heiliger Krieg zwischen Athen und Sikyon auf der einen und Chrisso auf der anderen Seite
- 594/593 v. Chr.: Umfassende Verfassungsreform in Athen durch den Archon Solon, mit der die Teilnahme des Volks an politischen Entscheidungen institutionalisiert wird. Damit verbunden ist der Abbau sozialer und wirtschaftlicher Spannungen.
- 586 v. Chr.: Einführung der Pythischen Spiele
- 573 v. Chr.: Erste Erwähnung der Nemeischen Spiele
- 560 v. Chr.: Der griechische Politiker Peisistratos stürmt mit einer Schar bewaffneter Anhänger die Akropolis und lässt sich zum Tyrannen ausrufen. Er wird wenig später von Lykurg und Megakles gestürzt.
- 559 v. Chr.: Erneuter Umsturzversuch des Peisistratos (nun im Bund mit Megakles), der aber wieder scheitert.
- 550 v. Chr.: Abdera wird von den Thrakern zerstört.

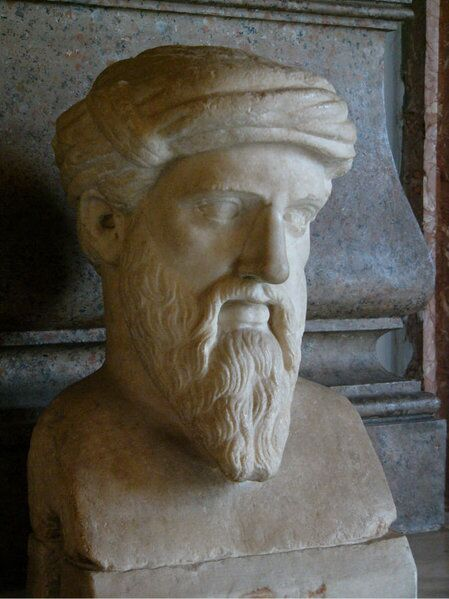
Büste des Pythagoras

- 546 v. Chr.: Dritter Umsturzversuch des Peisistratos in Athen (unterstützt von Lygdamos von Naxos); diesmal bleibt er erfolgreich und errichtet eine Tyrannis.
- 538 v. Chr.: Polykrates wird Tyrann auf Samos. An seinem Hof wirken die Dichter Anakreon und Eupalinos; der Mathematiker Pythagoras verlässt dagegen Samos und zieht um 532 v. Chr. ins unteritalienische Kroton, wo er den Bund der Pythagoreer um sich schart.
- 534 v. Chr.: Die erste Erwähnung der Dionysien gilt als Erfindung des Theaters.
- 528 v. Chr.: Nach dem Tod des Peisistratos führen seine Söhne Hippias und Hipparchos die Tyrannis fort.
- 520 v. Chr.: Kleomenes I. wird König in Sparta.
- 514 v. Chr.: Ermordung des athenischen Tyrannen Hipparch durch die Tyrannenmörder Harmodios und Aristogeiton
- 513 v. Chr.: Skythenfeldzug des Perserkönigs Dareios I.; ein Vorstoß über die Donau scheitert, doch werden Thrakien und Makedonien persisch.
- 510 v. Chr.: In Athen wird der Tyrann Hippias durch eine von Kleomenes von Sparta unterstützte Volksrevolte gestürzt; Hippias flieht nach Persien. Der Reformer Kleisthenes unterliegt zunächst im darauffolgenden Machtkampf dem Oligarchen Isagoras.
- 508/507 v. Chr.: Kleisthenes gelingt es, Isagoras zu vertreiben. Er leitet eine umfassende Verfassungsreform ein, die demokratische Neuerungen vorsieht.
- 502 v. Chr.: Rebellion der Insel Naxos gegen die persische Herrschaft

### Restliches Europa
- Um 600 v. Chr.: Beginn der keltischen Einwanderung auf die Iberische Halbinsel. Die Einwanderer vermischen sich dort mit der iberischen Urbevölkerung und bilden die keltiberische Zivilisation.
- 588 v. Chr.: Apollonia wird von dorischen Kolonisten im Gebiet der Illyrer gegründet.
- Um 560 v. Chr.: Griechische Siedler gründen die Kolonie Alalia auf Korsika.
- Um 540 v. Chr.: Die griechische Kolonie Elea wird in Süditalien gegründet.

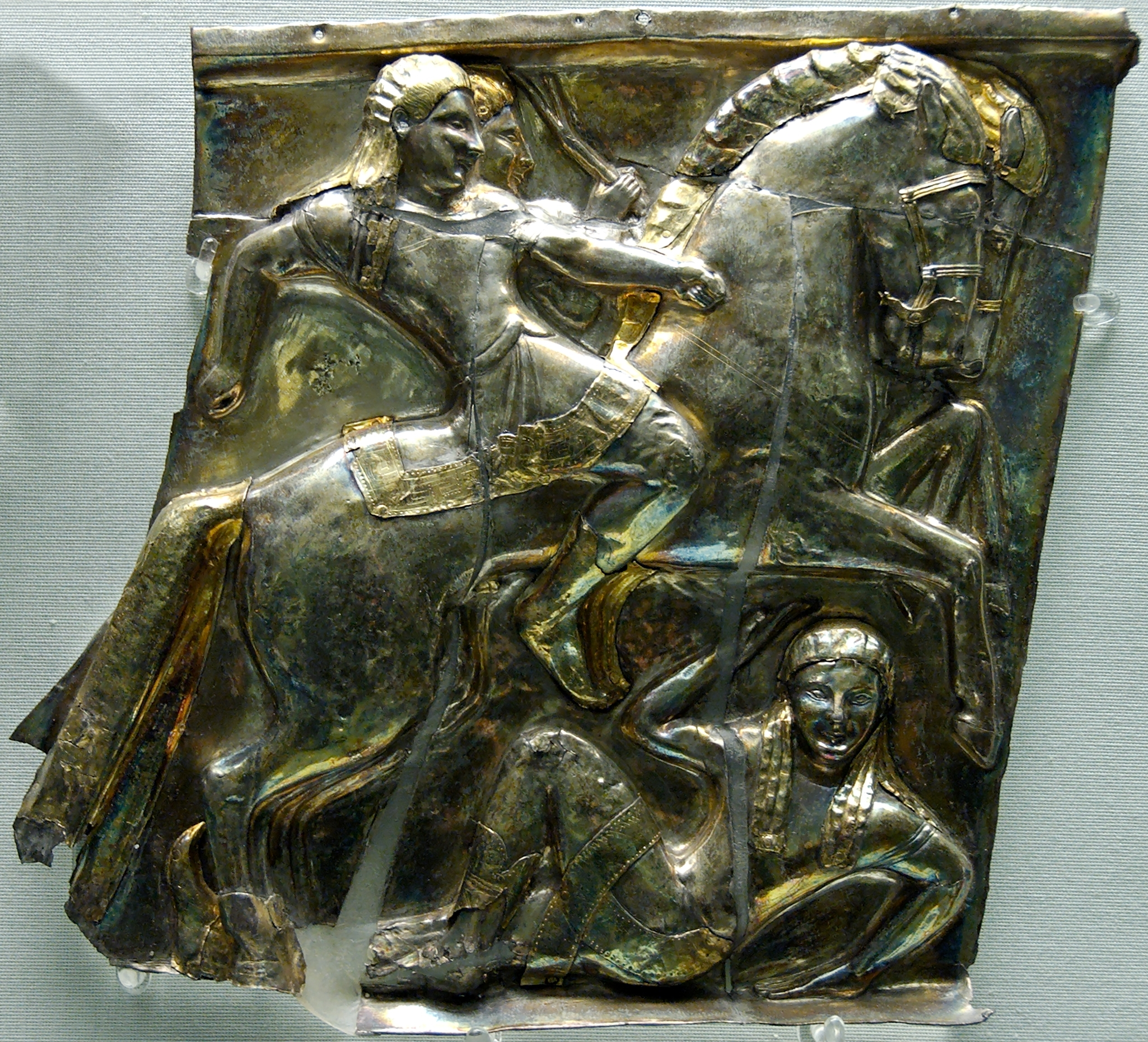
Etruskische Reiter, 540 bis 520 vor Christus

- Um 540 v. Chr.: Etrusker und Karthager besiegen die Griechen in der Seeschlacht bei Alalia (Korsika), die griechischen Siedler müssen ihre Kolonie aufgeben.
- 525 v. Chr.: Die Etrusker erweitern ihren Machtbereich bis nach Kampanien.
- 510 v. Chr.: Die Stadt Sybaris in Süditalien wird im Krieg gegen die Nachbarstadt Kroton zerstört.
- Um 509 v. Chr.: Sturz des letzten (etruskischen) Königs von Rom, Lucius Tarquinius Superbus. Die Stadt wird zur Republik.
- Um 503 v. Chr.: Der Versuch des Lars Porsenna, das Königtum in Rom wiederherzustellen, wird durch den Sieg der Lateiner und Griechen (unter Aristodemos von Kyme) bei Aricia vereitelt, bei dem der Sohn des Lars Porsenna umkommt; er selbst zieht sich aus Rom, das er besetzt hatte, zurück.

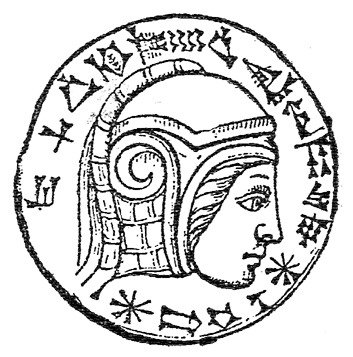
Nebukadnezar II.

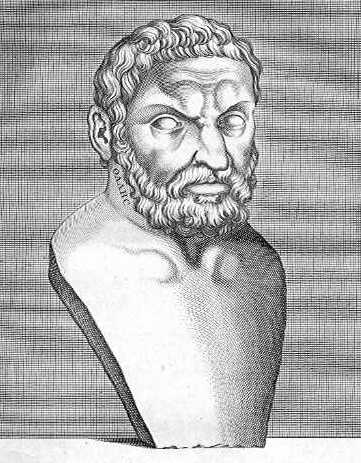
Thales von Milet

### Vorderasien
- 597 v. Chr., 16. März: Nebukadnezar II., König von Babylonien, erobert in seinem siebten Regierungsjahr Jerusalem und setzt im Königreich Juda Zedekia an Stelle von Jojachin als König ein.
- 587/586 v. Chr.: Nebukadnezar II. erobert erneut Jerusalem nach einem Aufstand. Beginn des babylonischen Exils für das jüdische Volk.
- 585 v. Chr., 28. Mai: Eine totale Sonnenfinsternis, die der griechische Gelehrte Thales vorausgesagt haben soll, führt der Überlieferung zufolge zum Abbruch der Schlacht am Halys zwischen Lydien unter Alyattes II. und den Medern unter Kyaxares II. Sie schließen daraufhin Frieden und erkennen den Halys als Grenzfluss an.
- 584 v. Chr.: Astyages wird (letzter) König der Meder.
- 562 v. Chr.: Nach dem Tod Nebukadnezars II. (43. Regierungsjahr) wird Amēl-Marduk (Akzessionsjahr) König von Babylonien.
- 559 v. Chr.: Kyros II. wird König von Persien.
- 555 v. Chr.: Nabonids erstes Regierungsjahr als König von Babylonien.
- 553 v. Chr.: Der Perserkönig Kyros II. erobert die medische Stadt Parsagadae.
- 550 v. Chr.: Sieg der Perser über die Meder, deren Reich dem Perserreich einverleibt wird. Persien wird dadurch Nachbar der Lydier.
- 541 v. Chr.: Untergang des lydischen Großreichs unter Krösus, siehe Schlacht bei Pteria. Auch die kleinasiatischen Griechenstädte (außer Milet) werden persisch.
- 539 v. Chr.: Der persische König Kyros II. erobert Babylonien.
- 530 v. Chr.: Kyros II. fällt im Kampf gegen einen Stamm der Ostprovinzen, Nachfolger wird Kambyses II.
- 523 v. Chr.: Die Ehefrau Roxane von Kambyses II. stirbt bei einer Fehlgeburt in Nubien.
- 522 v. Chr., März: Der Magier Gaumata gibt sich als Bardiya, den (ermordeten) Bruder des persischen Königs Kambyses, aus und erhebt sich gegen diesen. Kambyses hält sich zu der Zeit in Ägypten auf; er kommt im Juli in Syrien bei einem Unfall ums Leben. Gegen den falschen Bardiya wiederum erhebt sich Dareios I., ein Neffe des Kambyses, der Gaumata am 29. September bei Pasargadae schlagen kann. Er muss sich aber noch gegen weitere Thronprätendenten durchsetzen, sodass er erst am 28. Dezember 521 v. Chr. allgemein als Herrscher anerkannt wird.
- 521 v. Chr.: Dareios I. schlägt eine Rebellion der Babylonier gegen die persische Herrschaft nieder, die angesichts der persischen Thronfolgekämpfe ausgebrochen waren.
- 520 v. Chr.: Der Prophet Haggai ruft in Jerusalem zur Wiederaufnahme der Arbeit am Tempel auf.
- 518/516 v. Chr.: Die Perser unter Dareios I. erobern das Industal.
- 515 v. Chr., 12. März: Einweihung des zweiten Tempels in Jerusalem

### Restliches Asien
- 575 v. Chr.: In der Schlacht von Yanling wird Chu von Jin besiegt.[1]
- 534 v. Chr.: Siddhartha Gautama Buddha wird mit 29 Jahren, auf der Suche nach Erlösung, ein Asket.
- 528 v. Chr.: In seinem 35. Lebensjahr erreicht Siddhartha Gautama Buddha die vollkommene Erleuchtung.

### Afrika
- Um 596 v. Chr.: Die Phönizier umsegeln Afrika.
- 595 v. Chr.: Psammetich II. wird König von Ägypten als Nachfolger von Necho II.
- 592 v. Chr.: Die Ägypter erobern Napata im Reich Kusch (Sudan), das seine Hauptstadt daraufhin nach Meroe verlegen muss.

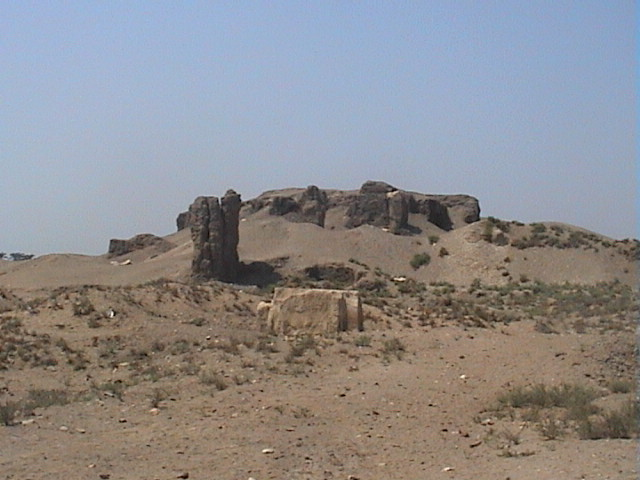
Ruinen eines Palasts von Apries (Memphis)

- 589 v. Chr.: Tod von Psammetich II. am 9. Februar (umgerechnet auf den heutigen Kalender – das Datum ist auf den Tag genau bekannt); Apries wird König von Ägypten.
- 571 v. Chr.: Fehlgeschlagener Feldzug der Ägypter unter Apries gegen Kyrene.
- 569 v. Chr.: Nach einer Armeerevolte vertreibt der Feldherr Amasis Apries und wird an dessen Stelle König von Ägypten.
- 526 v. Chr.: Psammetich III. wird Nachfolger von Amasis als König von Ägypten.
- 525 v. Chr., Mai: Die Perser unter Kambyses II. besiegen die Ägypter bei Pelusium und erobern das Land.

## Religion
- 543 v. Chr.: Beginn der buddhistischen Zeitrechnung. Sie orientiert sich am Eingang Buddhas in das Nirwana; das Jahr ist eine Festlegung singhalesischer Mönche und unabhängig von den historischen Ereignissen: Todesjahr Buddhas ist wohl 483 v. Chr.

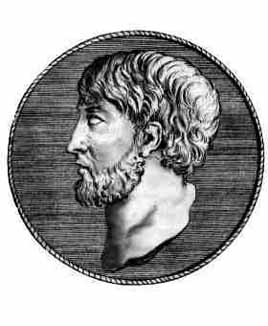
Anaximenes

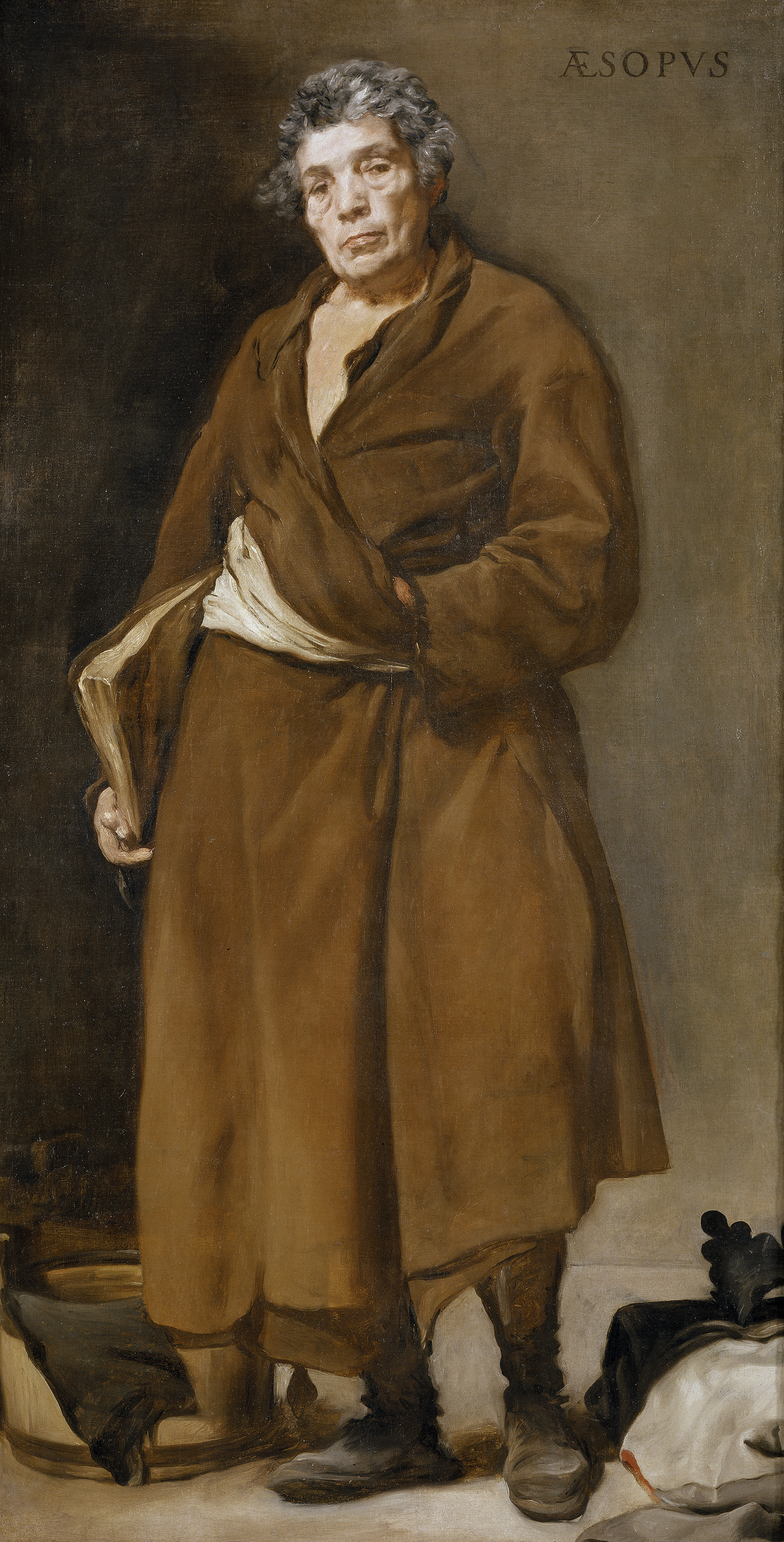
So sah der spanische Maler Diego Velázquez den griechischen Dichter Äsop

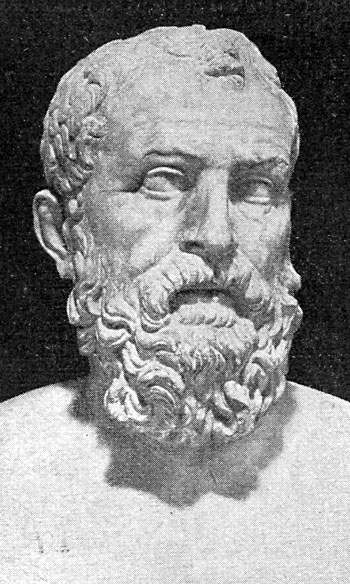
Solon

## Persönlichkeiten
- Anakreon, griechischer Dichter (* um 580 v. Chr.; † um 495 v. Chr.)
- Anaximander, griechischer Naturphilosoph (* 610 v. Chr.; † 546 v. Chr.)
- Anaximenes, griechischer Naturphilosoph (* 585 v. Chr.; † 525 v. Chr.)
- Andokides, griechischer Töpfer
- Annei, 3. Tennō von Japan (* 577 v. Chr.; † 6. Dezember 511 v. Chr.)
- Äsop, Begründer der Fabeln
- Dareios I., persischer König und Neuorganisator des persischen Großreichs († 486 v. Chr.)
- Epicharmos, griechischer Philosoph, Komödienschreiber und Arzt (* um 540 v. Chr.; † um 460 v. Chr.)
- Euphronios, griechischer Vasenmaler
- Euxitheos, griechischer Töpfer
- Siddhartha Gautama (* um 560 v. Chr.; † 483 v. Chr.), Begründer des Buddhismus
- Kachrylion, griechischer Töpfer
- Kleisthenes von Athen, griechischer Reformer und Begründer der Demokratie (* um 570 v. Chr.; † um 507 v. Chr.)
- Konfuzius, chinesischer Philosoph (* 551 v. Chr.; † 479 v. Chr.)
- Krösus, lydischer König (* um 595 v. Chr.; † um 546 v. Chr.)
- Kyros II., persischer König und Begründer des altpersischen Reiches († 529 v. Chr.)
- Laozi (Lao Zi) Philosoph, Begründer des Daoismus
- Nabonid (* nach 609 v. Chr.; † frühestens 539 v. Chr.)
- Nebukadnezar II., König von Babylonien (* 605 v. Chr.; † 562 v. Chr.)
- Nikosthenes, griechischer Töpfer
- Oltos, griechischer Vasenmaler
- Polykrates, griechischer Tyrann auf der Insel Samos
- Psiax, griechischer Vasenmaler
- Pythagoras, griechischer Philosoph und Wissenschaftler (* um 580 v. Chr.; † um 496 v. Chr.)
- Prophet Sacharja
- Sappho, griechische Dichterin
- Solon, griechischer Staatsmann (* 638 v. Chr.; † 559 v. Chr.)
- Sunzi, chinesischer Militärphilosoph („Die Kunst des Krieges“)
- Thales, griechischer Naturphilosoph (* 624 v. Chr.; † 546 v. Chr.)
- Themistokles, griechischer Feldherr (* um 525 v. Chr.; † um 460 v. Chr.)
- Xerxes I., persischer König (* um 519 v. Chr.; † 465 v. Chr.)

## Erfindungen und Entdeckungen
- Dorische Ordnung
- Ionische Ordnung
- Schwarzfigurige Vasenmalerei
- Rotfigurige Vasenmalerei